# Neith Nunatak
Il Neith Nunatak è un nunatak (picco roccioso isolato) antartico, situato 6 km a nord del Baker Ridge nella parte settentrionale del Neptune Range, che fa parte dei Monti Pensacola in Antartide.
Il nunatak è stato mappato dall'United States Geological Survey (USGS) sulla base di rilevazioni e foto aeree scattate dalla U.S. Navy nel periodo 1956-66.
La denominazione è stata assegnata dall'Advisory Committee on Antarctic Names (US-ACAN) in onore di Willard Neith, fotografo dell'Electronic Test Unit nei Monti Pensacola nel 1957-58.